# Алиев, Абдулмеджид
Алиев Абдулмеджид (1893, Годобери, Дагестанская область — 16 августа 1919, около станции Темиргое, Дагестанская область) — революционный деятель Дагестана начала XX века.

## Биография
Родился в 1893 году в селении Годобери Дагестанской области Российской империи. По национальности — годоберинец. Участник Первой мировой войны. В дни Февральской революции и Корниловского выступления как член полкового комитета вел активную агитацию среди солдат в защиту революционного Петрограда. 
По возвращении в Дагестан командовал кавалерийским эскадроном, участвовал в боях против Бичерахова на Чиркейском, Аркасском фронтах, в районе Дербента, Манаса, Порт-Петровска.
В 1919 году вошел в состав подпольного Дагобкома РКП(б), возглавляемого Уллубием Буйнакским. В том же году вместе с другими членами обкома был расстрелян деникинцами.
Похоронен в Темир-Хан-Шуре (ныне — Буйнакск) в братской могиле, там же похоронены М. Дахадаев, У. Буйнакский, С.-С. Казбеков, С. Дударов, Е. Гоголев, А. Абдулмеджидов, А. Гаджимагомедов, И. Базалаев, Павленко, С. Даибов, С. Абдурахманов.

## Память

Памятник борцам за Советскую власть в сквере Борцов революции г. Махачкала. Абдулмеджид Алиев (справа первый), У. Буйнакский, О. Лещинский, А.-В. Гаджимагомедов, А. Исмаилов, С. Абдулгалимов

В 1980 году был установлен памятник борцам за Советскую власть в городе Махачкала, на котором присутствует Абдулмеджид Алиев.
В честь него названа одна из улиц села Годобери Ботлихского района.